# Vlag van Chuuk

Vlag van Chuuk (ratio 10:19)

De vlag van Chuuk, een van de vier deelstaten van Micronesië, bestaat uit een blauw veld met in het midden een gestileerde weergave van een palmboom, omringd door veertig sterren.
De palmboom is een kokospalm en weerspiegelt het belang van deze bomen voor de inwoners van Chuuk. Het aantal sterren komt overeen met het aantal gemeenten dat Chuuk in 1993, op het moment van de ingebruikname van de vlag, had.